# چاه دغال
چاه دغال یا حسین دهمرده روستایی در دهستان بندان بخش مرکزی شهرستان نهبندان استان خراسان جنوبی ایران است. بر پایه سرشماری عمومی نفوس و مسکن در سال ۱۳۹۰ جمعیت این روستا ۲۹۹ نفر (در ۶۶ خانوار) بوده‌است.